# إكسورة ملتفة الأوراق
إكسورة ملتفة الأوراق (الاسم العلمي:Ixora amplexifolia) هي نوع من النباتات تتبع جنس الإكسورة من الفصيلة الفوية.